# Roggiano Gravina
Roggiano Gravina é uma comuna italiana da região da Calábria, província de Cosenza, com cerca de 7.702 habitantes. Estende-se por uma área de 44 km², tendo uma densidade populacional de 175 hab/km². Faz fronteira com Altomonte, Malvito, San Lorenzo del Vallo, San Marco Argentano, San Sosti, Santa Caterina Albanese, Tarsia.

## Demografia
| Variação demográfica do município entre 1861 e 2011                               |
|                                                                                   |
| Fonte: Istituto Nazionale di Statistica (ISTAT) - Elaboração gráfica da Wikipedia |